# Liberul arbitru
Liberul arbitru al acțiunii implică în esență existența libertății alegerii acțiunii, ca stare de fapt, nu doar ca o stare mentală, simulată de o posibilă acțiune, căreia nu îi corespunde ceva efectiv.

## În Biblie
Consensul savanților care studiază concepțiile de liber arbitru din lumea antică este că în mod explicit Biblia nu spune nimic despre liber arbitru.
La nivel implicit, Vechiul Testament susține atât teza cât și antiteza (că există sau nu liber arbitru).

## Augustin
Filozofia creștină vede divinitatea ca forță creatoare a lumii și a omului. Omul, ca ființă creată, nu are posibilitatea de a-și modifica intenționat și rapid persoana, ea se schimbă lent în mii de ani de evoluție istorică. Din această logică ar rezulta că singura libertate a omului este aceea de conștientizare a propriilor limite, rămânând astfel liber întru Dumnezeu, beneficiind de completa libertate divină a schimbării lui. Însă astfel se ajunge la concluzia că Dumnezeu este responsabil și pentru producerea răului.
Pentru a nu renunța la ideea de perfecțiune a creativității divine, gânditorii creștini Vasile cel Mare și Fericitul Augustin recunosc existența liberului arbitru, adică libertatea omului de a alege între posibilitățile de acțiune-schimbare care i se oferă. Răul și eroarea devin astfel rezultatele alegerilor conștiente dar greșite ale omului, incapabil să le predetermine consecințele.
Termenul de „liber arbitru” a fost introdus în creștinism de Tertulian (secolul II d.Hr.), acesta nefiind un termen biblic, ci bazat pe stoicism.
Maniheii se bazau pe epistolele pauline, susținând dualismul și determinismul. Pentru a se putea opune lor cu succes, Augustin a proclamat liberul arbitru (Augustin contra Fortunatus).
Pelagius considera că mântuirea este obținută pe drept, pe merit personal, prin liber arbitru (dar în cadrul creștinismului). Augustin i-a răspuns lui Pelagius prin introducerea conceptului de păcat originar, susținând că voința omenească este complet incapabilă să obțină mântuirea, datorită vicierii ei cu acest păcat originar. Pentru Augustin, nimeni nu merită să fie mântuit, mântuirea fiind un dar nemeritat oferit de Dumnezeu (doctrina harului).
Pelagius considera că harul divin se reduce la a cunoaște (a comunica oamenilor) dogmele corecte și morala corectă, restul trebuind obținut prin efort propriu.
Doctrina lui Augustin se numește monergism divin, iar doctrina lui Pelagius se numește monergism umanist.

## În iudaismul contemporan
Conform lui Albert Einstein, evreii cred în liber arbitru, dar el, fiind determinist, nu împărtășea această credință, considerându-se un fel de ne-evreu din acest motiv.

## În filosofia moral-politică
Etica studiază probleme ca:
- determinism contra liber arbitru: conform determiniștilor, liberul arbitru este negat sau cel puțin redefinit;[13]
- compatibilism contra incompatibilism: viziuni diferite dacă determinismul și liberul arbitru sunt compatibile sau nu;[13]
- permite fizica modernă liberul arbitru?[13]
- dovedește indeterminismul existența liberului arbitru?[13]
- permit neuroștiințele liberul arbitru?[13]
- ce consecințe etice și penologice are a admite că nu există liber arbitru?[13]
- dacă este adevărat că nu există liber arbitru, ar trebui să ascundem acest adevăr publicului larg?[13]
- impactul bolilor mentale asupra responsabilității morale și penale.[13]

Spinoza era determinist și nega existența liberului arbitru, dar a oferit o apărare limitată a libertății de conștiință și libertății cuvântului, a redat favorabil democrația, dar a gândit pe larg cum fiecare regim politic poate maximiza libertatea și binele obștesc. Spinoza era adeptul monarhiei, pe care o considera opusă teocrației. „Spinoza distingea între liber arbitru, care e o iluzie, și libertate, care e ceva care poate fi obținut real.”
Einstein afirma: „Cred ca Schopenhauer: putem face ce voim, dar putem voi doar ce trebuie să voim.” El declara: „Practic, sunt, totuși, obligat să acționez ca și cum ar exista libertatea voinței. Dacă vreau să trăiesc într-o comunitate civilizată, trebuie să mă comport ca și cum omul ar fi o ființă responsabilă.”
În mod obișnuit, Compatibilistul va spune: chiar dacă toate acțiunile noastre sunt determinate de demult, mai există o distincție importantă de făcut între acțiunile de lungă durată care sunt libere și acțiunile de lungă determinare care nu sunt libere. Iar o tehnică compatibilistă favorită pentru motivarea acestei distincții este aceea de a sublinia că, în chestiunile obișnuite ale vieții (în afara „sălii de filosofie”, adică), factorii pe care îi luăm în considerare pentru a judeca dacă o acțiune este făcută în mod liber nu au nimic de a face cu dacă determinismul este adevărat. În schimb, subliniază Compatibilistul, acordăm atenție dacă agentul în cauză este neconstrâns și este capabil să-și miște corpul în moduri normale, fără a fi supus unor puteri ciudate precum hipnoza sau controlul minții.— Carroll & Markosian 2010.
Ideea lui Arthur Eddington că liberul arbitru se bazează pe incertitudinea cuantică este considerată în mod consensual drept eronată. Ideea că indeterminismul a fost dovedit și validează liberul arbitru este problematică. Indeterminismul este de două feluri: epistemic (se referă la ce știu oamenii, mai exact limitele cunoașterii omenești) și ontologic sau metafizic (se referă la cum e realitatea în sine).
Un criteriu al liberului arbitru este principiul posibilităților alternative (putința de a fi putut face altfel în acea situație). Acest criteriu nu a fost lipsit de obiecții.

## Vezi și
- Paradoxul lui Newcomb